# International Center of Photography
Das International Center of Photography (ICP) ist ein 1974 gegründetes Museum, Forschungs- und Ausbildungsinstitut für Fotografie in Midtown Manhattan (New York City).
Seit 1985 vergibt das ICP jährlich die Infinity Awards für außergewöhnliche Verdienste um die Fotografie.

## Gründung

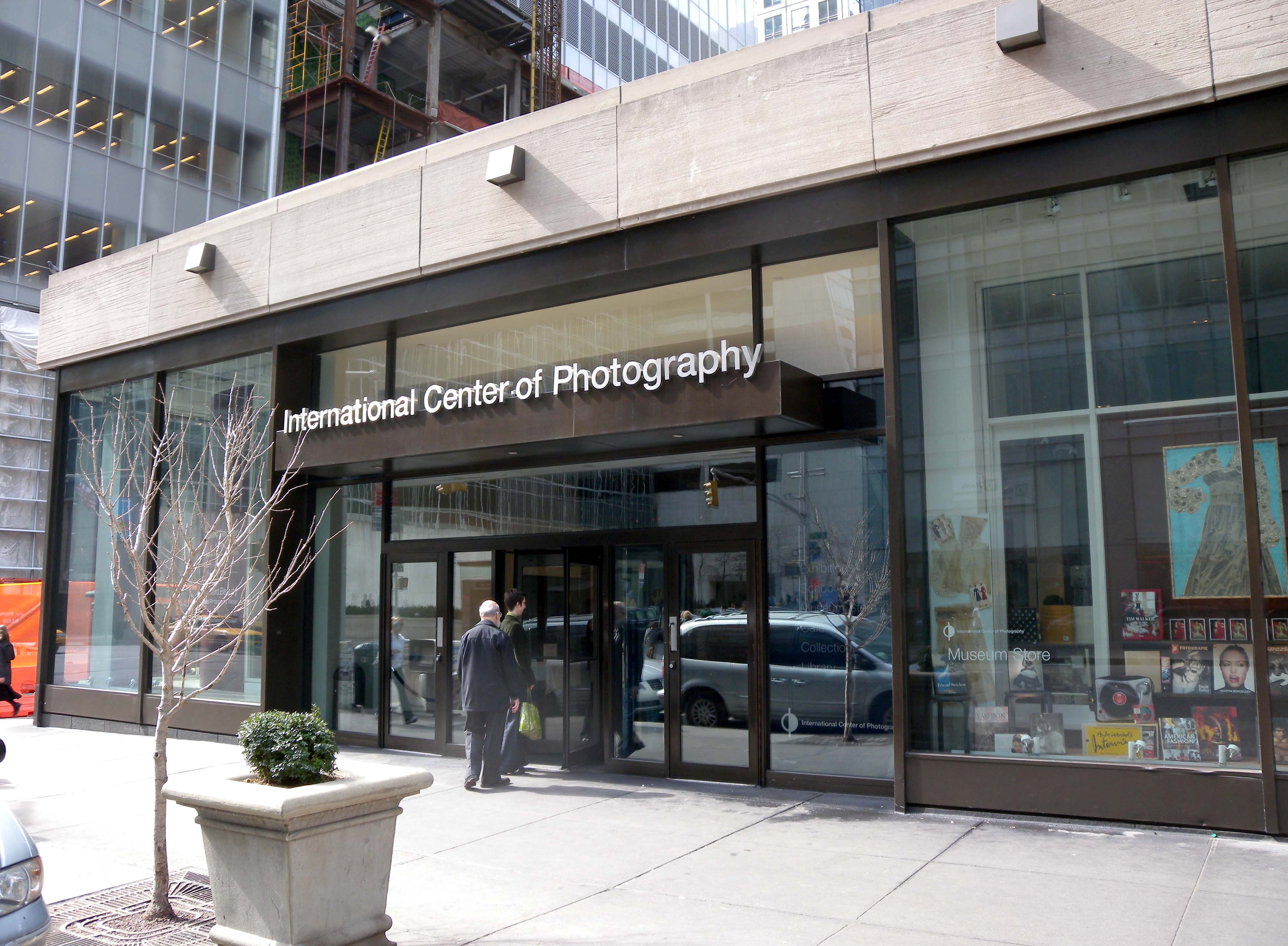
Das ICP von der 6th Avenue aus gesehen

Das ICP entstand aus einer Initiative von Cornell Capa, dem Bruder des bekannten Fotografen Robert Capa, der 1966 den Fund for Concerned Photography ins Leben rief, um die dokumentarischen Arbeiten seines Bruders und anderer Kollegen wie Werner Bischof und David Seymour im Bewusstsein der Öffentlichkeit zu halten. 1974 entstand dann, aus der Notwendigkeit heraus, die vorhandenen Arbeiten besser zu präsentieren, das ICP im Willard Straight House an der Museum Mile der Fifth Avenue.
Aufgrund zunehmender Platzprobleme durch ständiges Anwachsen der Archive und Ausstellungen wurde 1985 zunächst mit dem ICP Midtown eine zweite Galerie eröffnet. Zeitgleich zur Neueröffnung einer neuen 17.000 m² großen Galerie an der Avenue of the Americas (1133 in der 43rd Street) im Jahr 2000 wurde eine Kooperation mit dem George Eastman House in Rochester vereinbart, wodurch eine der größten fotografischen Sammlungen der Welt zugänglich wurde.
In den ständigen Ausstellungen des Museums befinden sich heute über 100.000 Fotografien. Der Schwerpunkt liegt auf Dokumentarfotografie von 1930 bis zum Ende des Jahrhunderts. Zahlreiche Arbeiten von W. Eugene Smith, Henri Cartier-Bresson, Robert Capa oder Lisette Model sind im Museum ausgestellt, an Neuanschaffungen zeitgenössischer Künstler sind etwa Carrie Mae Weems, Justine Kurland und Tomoko Sawada zu sehen.

## ICP School
Die School of the International Center of Photography (kurz: ICP School) wurde 2001 im Grace Building in Manhattan neu eröffnet und gilt als eine der renommiertesten Fotoakademien der Welt. Neben zwei Master of Arts-Abschlüssen werden dort auch öffentliche Fotokurse angeboten und soziale Community-Projekte durchgeführt. Insgesamt studieren mehr als 5000 Studenten jährlich an der ICP School. In der Präsenzbibliothek des ICP stehen über 15.000 Monografien und 75 Zeitschriftenserien öffentlich zur Verfügung.

## Veröffentlichungen
Im Jahr 2003 begann ein Joint Venture des ICP mit dem bekannten Göttinger Kunstbuch-Verlag Steidl. Der Steidl-Verlag fungiert als Herausgeber und Druckerei, die ICP stellt die umfangreiche Sammlung als Ressource zur Verfügung und übernimmt die inhaltliche Bearbeitung. Auf diese Weise erscheinen vier bis sechs Veröffentlichungen pro Jahr; Monografien, Kunstbücher und Ausstellungskataloge.